# Mateo de Prado

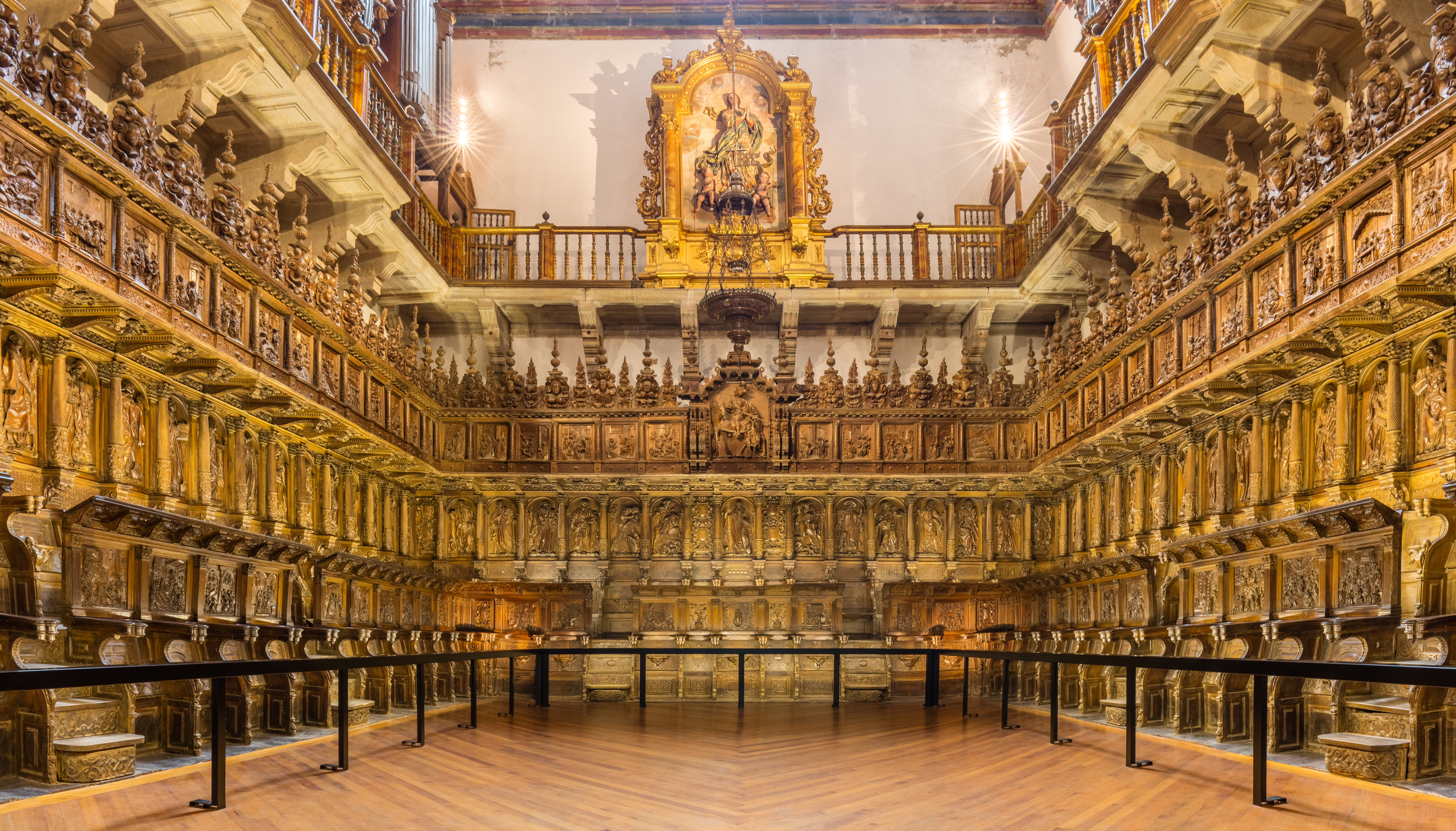
Sillería del Coro del Monasterio de San Martín Pinario, Santiago de Compospela

Mateo de Prado (c.1614-1677) es una de las más destacadas figuras de la escultura barroca gallega. 

## Biografía
Nació en Mogor (Marín) hacia 1614. Realizó su aprendizaje con Gregorio Fernández, escultor gallego asentado en Valladolid. Formando parte del taller de su maestro trabajó en el relicario de Villagarcía de Campos de Valladolid. Más tarde lo hizo en el monasterio de Aránzazu (Guipúzcoa). Tras la muerte de su maestro, se dispersó su taller.
En 1638 se le encomendó parte de la escultura del retablo mayor de la basílica de Nuestra Señora de la Encina Ponferrada, en el que parece que trabajó en colaboración con el escultor Jácome de Prado.
En 1639, el monasterio de San Martín Pinario, de Santiago de Compostela le encarga la sillería de coro de la iglesia. En el coro bajo preside la iconografía la Inmaculada como eje de desarrollo de las distintos acontecimientos de la vida de la Virgen. Destaca el naturalismo de las texturas y la expresividad de las emociones. Deben mencionarse también los fondos arquitectónicos que las enmarcan. En el coro alto San Benito, con una figura de cuerpo entero, preside la iconografía donde no faltan santos venerados popularmente en Galicia. Se percibe aquí y allá la influencia de otro escultor gallego: Gregorio Fernández. La elaboración de esta obra le ocupó hasta 1647.
Realizó varias figuras para la iglesia de Santa María de Frades (La Estrada) y para la iglesia de San Andrés de Barrantes (Ribadumia). El monasterio de Santa María de Sobrado también reclamó sus servicios, donde realizó una talla de San Bernardo. En 1643, trabaja en la Catedral de Santiago de Compostela. Más adelante realiza esculturas para Santo Domingo en La Coruña y para el Hostal de los Reyes Católicos de Santiago de Compostela, éstas perdidas.
Se conservan también varias realizaciones en la Catedral de Orense. Sobresalen sendas inmaculadas (una de 1656 y otra de 1658) conservadas en el museo diocesano, una Asunción en el retablo de la capilla del mismo nombre, y el retablo de la Conversión de San Pablo. Según algunos autores habría trabajado también para el Monasterio de Oseira, Orense, aunque esto ha sido puesto seriamente en cuestión en las últimas investigaciones realizadas. En el monasterio de Montederramo dejó testimonio de su maestría en el gran retablo de la iglesia del monasterio.
Falleció en Santiago de Compostela el 27 de agosto de 1677, siendo sepultado en el convento de San Francisco.